# Joanna Batorová
Joanna Batorová (nepřechýleně Joanna Bator; * 2. února 1968, Valbřich) je polská spisovatelka a novinářka.

## Život a dílo
Joanna Batorová opustila svůj domov ve svých 19 letech. Posléze vystudovala ve Varšavě kulturologii a filozofii. Promovala prací o feminismu, postmoderně a psychoanalýze. Byla zaměstnána jako docentka filozofie na různých vysokých školách, a to jak ve Varšavě, tak i v New Yorku, Londýně, či Tokiu.

### České překlady
- Pískový vrch (orig. Piaskowa góra). 1. vyd. Praha ; Litomyšl: Paseka, 2015. 391 S. Překlad: Iveta Mikešová
- Chmurdálie (orig. Chmurdalia). Překlad: Michala Benešová